# Darryl Edestrand
Darryl Edestrand (Strathroy, 6 novembre 1945 – Toronto, 8 ottobre 2017) è stato un hockeista su ghiaccio canadese che nel corso della carriera ha militato nella National Hockey League.

## Carriera
Edestrand giocò a livello giovanile nella Ontario Hockey Association entrando nel mondo professionistico all'interno dell'organizzazione dei Toronto Maple Leafs, tuttavia nelle prime due stagioni giocò in American Hockey League presso il farm team dei Rochester Americans, squadra capace di vincere la Calder Cup nella stagione 1965-1966.
Nel 1967 Edestrand rimase senza contratto per la stagione successiva e durante l'NHL Expansion Draft venne selezionato dai St. Louis Blues, una delle sei nuove franchigie iscritte alla NHL. Nella stagione 1967-1968 riuscì a esordire in NHL disputando 12 partite con i Blues, trascorrendo il resto dell'anno in CHL con i Kansas City Blues.
Dopo un solo anno venne ceduto all'organizzazione dei Philadelphia Flyers con cui disputò due incontri; durante quelle stagioni militò principalmente in AHL con il farm team dei Quebec Aces. Nel 1970 passò invece agli Hershey Bears, ma dopo una stagione ebbe modo di essere promosso titolare in una franchigia della NHL, i Pittsburgh Penguins. Nell'autunno del 1973 passò invece ai Boston Bruins, squadra con cui raggiunse al primo anno la finale della Stanley Cup.
Proseguì la sua carriera ritornando a vestire la maglia degli Americans dal 1976 al 1978, anno del suo trasferimento ai Los Angeles Kings, ultima franchigia NHL di cui vestì la maglia. Edestrand si ritirò nel 1980 dopo una stagione in AHL presso i Binghamton Dusters.

## Palmarès

### Club
- Calder Cup: 1

Rochester: 1965-1966